# Bundestagswahlkreis Göppingen
Der Wahlkreis Göppingen (2005: Wahlkreis 264, 2009: Wahlkreis 263) ist seit 1949 ein Bundestagswahlkreis in Baden-Württemberg.

## Wahlkreis
Der Wahlkreis umfasst den Landkreis Göppingen. Seit 1949 wurde der Wahlkreis stets von den Direktkandidaten der CDU gewonnen.
Bei der Bundestagswahl 2021 waren 177.107 Einwohner wahlberechtigt.

## Wahlkreisgeschichte
| Wahl      | Wahlkreisname | Gebiet |
| --------- | ------------- | --- |
| 1949      | 7 Göppingen   | Landkreis Göppingen, vom Landkreis Nürtingen die heutigen Gemeinden Bissingen an der Teck, Dettingen unter Teck, Holzmaden, Kirchheim unter Teck, Lenningen, Neidlingen, Notzingen, Ohmden, Owen, Weilheim an der Teck und Wolfschlugen |
| 1953–1961 | 169 Göppingen | Landkreis Göppingen, vom Landkreis Nürtingen die heutigen Gemeinden Bissingen an der Teck, Dettingen unter Teck, Holzmaden, Kirchheim unter Teck, Lenningen, Neidlingen, Notzingen, Ohmden, Owen, Weilheim an der Teck und Wolfschlugen |
| 1965–1976 | 172 Göppingen | Landkreis Göppingen |
| 1980–1998 | 167 Göppingen | Landkreis Göppingen |
| 2002–2005 | 264 Göppingen | Landkreis Göppingen |
| seit 2009 | 263 Göppingen | Landkreis Göppingen |

## Wahlkreisabgeordnete
| Wahl | Abgeordneter | Abgeordneter   | Partei | Stimmen in % |
| ---- | ------------ | -------------- | ------ | ------------ |
| 1949 |              | Georg Baur     | CDU    |              |
| 1953 |              | Hermann Finckh | CDU    |              |
| 1957 |              | Hermann Finckh | CDU    |              |
| 1961 |              | Hermann Finckh | CDU    |              |
| 1965 |              | Manfred Wörner | CDU    |              |
| 1969 |              | Manfred Wörner | CDU    |              |
| 1972 |              | Manfred Wörner | CDU    |              |
| 1976 |              | Manfred Wörner | CDU    |              |
| 1980 |              | Manfred Wörner | CDU    |              |
| 1983 |              | Manfred Wörner | CDU    |              |
| 1987 |              | Manfred Wörner | CDU    |              |
| 1990 |              | Claus Jäger    | CDU    |              |
| 1994 |              | Klaus Riegert  | CDU    | 46,1         |
| 1998 | 42,4         | Klaus Riegert  | CDU    |              |
| 2002 | 48,0         | Klaus Riegert  | CDU    |              |
| 2005 | 48,3         | Klaus Riegert  | CDU    |              |
| 2009 | 43,1         | Klaus Riegert  | CDU    |              |
| 2013 |              | Hermann Färber | CDU    | 49,0         |
| 2017 | 37,6         | Hermann Färber | CDU    |              |
| 2021 | 31,0         | Hermann Färber | CDU    |              |
| 2025 | 37,1         | Hermann Färber | CDU    |              |

## Wahlergebnisse

### Bundestagswahl 2025
Zur Bundestagswahl 2025 am 23. Februar wurden folgende 10 Direktkandidaten und 16 Landeslisten zugelassen:
| Kandidaten                                                                                 | Kandidaten                  | Parteien/Listen     | Erststimmen | Erststimmen | Zweitstimmen | Zweitstimmen |
| Kandidaten                                                                                 | Kandidaten                  | Parteien/Listen     | Stimmen     | %           | Stimmen      | %            |
| ------------------------------------------------------------------------------------------ | --------------------------- | ------------------- | ----------- | ----------- | ------------ | ------------ |
|                                                                                            | Hermann Färbergewählt im WK | CDU                 | 52.945      | 37,1        | 47.870       | 33,5         |
|                                                                                            | Franziska Blessing          | SPD                 | 24.232      | 17,0        | 20.544       | 14,4         |
|                                                                                            | Moritz Franz-Gerstein       | GRÜNE               | 13.239      | 9,3         | 13.447       | 9,4          |
|                                                                                            | Anna Ortwein                | FDP                 | 5.839       | 4,1         | 7.925        | 5,5          |
|                                                                                            | Hans-Jürgen Goßner          | AfD                 | 32.263      | 22,6        | 33.279       | 23,3         |
|                                                                                            | Sabine Schapke              | LINKE               | 6.812       | 4,8         | 7.797        | 5,5          |
|                                                                                            | Patrick Coleman             | dieBasis            | 1.653       | 1,2         | 729          | 0,5          |
|                                                                                            | Andreas Cerrotta            | FREIE WÄHLER        | 4.449       | 3,1         | 2.137        | 1,5          |
|                                                                                            | –                           | Tierschutzpartei    | –           | –           | 1.228        | 0,9          |
|                                                                                            | –                           | Die PARTEI          | –           | –           | 604          | 0,4          |
|                                                                                            | Daniel Pittroff             | Volt                | 1.072       | 0,8         | 674          | 0,5          |
|                                                                                            | –                           | ÖDP                 | –           | –           | 257          | 0,2          |
|                                                                                            | –                           | Bündnis C           | –           | –           | 168          | 0,1          |
|                                                                                            | Christel Beck               | MLPD                | 177         | 0,1         | 68           | 0,0          |
|                                                                                            | –                           | BÜNDNIS DEUTSCHLAND | –           | –           | 175          | 0,1          |
|                                                                                            | –                           | BSW                 | –           | –           | 6.137        | 4,3          |
| Gesamt                                                                                     | Gesamt                      | Gesamt              | 142.681     | 100         | 143.039      | 100          |
|                                                                                            |                             |                     |             |             |              |              |
| Ungültige Stimmen                                                                          | Ungültige Stimmen           | Ungültige Stimmen   | 1.197       | 0,8         | 839          | 0,6          |
| Wähler                                                                                     | Wähler                      | Wähler              | 143.878     | 82,4        | 143.878      | 82,4         |
| Wahlberechtigte                                                                            | Wahlberechtigte             | Wahlberechtigte     | 174.712     |             | 174.712      |              |
|                                                                                            |                             |                     |             |             |              |              |
| Quellen: Die Bundeswahlleiterin, Kandidaten – Die Bundeswahlleiterin, Vorläufiges Ergebnis |                             |                     |             |             |              |              |

Kursive Direktkandidaten kandidieren nicht für die Landesliste, kursive Parteien treten ohne Landesliste an.
Zu dieser Wahl tritt MdB Volker Münz (AfD) nicht zum vierten Mal erneut an, stattdessen MdL Hans-Jürgen Goßner der auch den relativ sicheren AfD-Landeslistenplatz 6 belegt. Die SPD hat die 34-jährige Rechtsanwältin Franziska Blessing einstimmig nominiert.

### Bundestagswahl 2021
Volker Münz verfehlte zunächst den Wiedereinzug in den Bundestag über die AfD-Landesliste, rückte aber nach der Europawahl 2024 nach. 
Zur Bundestagswahl 2021 traten folgende Kandidaten an:
| Kandidaten                                                                                 | Kandidaten                  | Parteien/Listen      | Erststimmen | Erststimmen | Zweitstimmen | Zweitstimmen |
| Kandidaten                                                                                 | Kandidaten                  | Parteien/Listen      | Stimmen     | %           | Stimmen      | %            |
| ------------------------------------------------------------------------------------------ | --------------------------- | -------------------- | ----------- | ----------- | ------------ | ------------ |
|                                                                                            | Hermann Färbergewählt im WK | CDU                  | 41.558      | 31,0        | 35.079       | 26,1         |
|                                                                                            | Heike Baehrens              | SPD                  | 31.824      | 23,7        | 31.422       | 23,4         |
|                                                                                            | Viktoria Kruse              | GRÜNE                | 15.932      | 11,9        | 16.916       | 12,6         |
|                                                                                            | Jan Olsson                  | FDP                  | 16.481      | 12,3        | 21.723       | 16,2         |
|                                                                                            | Volker Münz                 | AfD                  | 15.818      | 11,8        | 15.412       | 11,5         |
|                                                                                            | Eva-Maria Glathe-Braun      | DIE LINKE            | 2.958       | 2,2         | 3.338        | 2,5          |
|                                                                                            | –                           | Tierschutzpartei     | –           | –           | 1.660        | 1,2          |
|                                                                                            | Christian Treder            | Die PARTEI           | 2.033       | 1,5         | 1.176        | 0,9          |
|                                                                                            | Andreas Cerrotta            | FREIE WÄHLER         | 4.394       | 3,3         | 2.525        | 1,9          |
|                                                                                            | –                           | PIRATEN              | –           | –           | 504          | 0,4          |
|                                                                                            | –                           | ÖDP                  | –           | –           | 293          | 0,2          |
|                                                                                            | –                           | NPD                  | –           | –           | 150          | 0,1          |
|                                                                                            | –                           | DiB                  | –           | –           | 122          | 0,1          |
|                                                                                            | Christel Beck               | MLPD                 | 170         | 0,1         | 59           | 0,0          |
|                                                                                            | –                           | DKP                  | –           | –           | 16           | 0,0          |
|                                                                                            | Karlheinz Siegmund          | dieBasis             | 2.839       | 2,1         | 2.340        | 1,7          |
|                                                                                            | –                           | Bündnis C            | –           | –           | 158          | 0,1          |
|                                                                                            | –                           | BÜRGERBEWEGUNG       | –           | –           | 177          | 0,1          |
|                                                                                            | –                           | BÜNDNIS21            | –           | –           | 55           | 0,0          |
|                                                                                            | –                           | LKR                  | –           | –           | 31           | 0,0          |
|                                                                                            | –                           | Die Humanisten       | –           | –           | 85           | 0,1          |
|                                                                                            | –                           | Gesundheitsforschung | –           | –           | 161          | 0,1          |
|                                                                                            | –                           | Team Todenhöfer      | –           | –           | 685          | 0,5          |
|                                                                                            | –                           | Volt                 | –           | –           | 336          | 0,2          |
| Gesamt                                                                                     | Gesamt                      | Gesamt               | 134.007     | 100         | 134.423      | 100          |
|                                                                                            |                             |                      |             |             |              |              |
| Ungültige Stimmen                                                                          | Ungültige Stimmen           | Ungültige Stimmen    | 1.599       | 1,2         | 1.183        | 0,9          |
| Wähler                                                                                     | Wähler                      | Wähler               | 135.606     | 76,6        | 135.606      | 76,6         |
| Wahlberechtigte                                                                            | Wahlberechtigte             | Wahlberechtigte      | 177.107     |             | 177.107      |              |
|                                                                                            |                             |                      |             |             |              |              |
| Quellen: Die Bundeswahlleiterin, Kandidaten – Die Bundeswahlleiterin, Endgültiges Ergebnis |                             |                      |             |             |              |              |

Kursive Direktkandidaten kandidieren nicht für die Landesliste, kursive Parteien treten ohne Landesliste an.

### Bundestagswahl 2017
Zur Bundestagswahl am 24. September 2017 kandidieren die folgenden Direktkandidaten:
| Kandidaten                                                         | Kandidaten                  | Parteien/Listen   | Erststimmen | Erststimmen | Zweitstimmen | Zweitstimmen |
| Kandidaten                                                         | Kandidaten                  | Parteien/Listen   | Stimmen     | %           | Stimmen      | %            |
| ------------------------------------------------------------------ | --------------------------- | ----------------- | ----------- | ----------- | ------------ | ------------ |
|                                                                    | Hermann Färbergewählt im WK | CDU               | 50.892      | 37,6        | 45.290       | 33,3         |
|                                                                    | Heike Baehrens              | SPD               | 29.730      | 21,9        | 23.924       | 17,6         |
|                                                                    | Dietrich Burchard           | GRÜNE             | 16.420      | 12,1        | 16.749       | 12,3         |
|                                                                    | Hans-Peter Semmler          | FDP               | 12.492      | 9,2         | 17.188       | 12,6         |
|                                                                    | Volker Münz                 | AfD               | 19.588      | 14,5        | 19.956       | 14,7         |
|                                                                    | Konstantinos Katevas        | DIE LINKE         | 5.994       | 4,4         | 6.882        | 5,1          |
|                                                                    | –                           | PIRATEN           | –           | –           | 801          | 0,6          |
|                                                                    | –                           | NPD               | –           | –           | 372          | 0,3          |
|                                                                    | –                           | Tierschutzpartei  | –           | –           | 1.246        | 0,9          |
|                                                                    | –                           | FREIE WÄHLER      | –           | –           | 907          | 0,7          |
|                                                                    | –                           | ÖDP               | –           | –           | 344          | 0,3          |
|                                                                    | Christel Beck               | MLPD              | 354         | 0,3         | 136          | 0,1          |
|                                                                    | –                           | Tierschutzallianz | –           | –           | 296          | 0,2          |
|                                                                    | –                           | BGE               | –           | –           | 187          | 0,1          |
|                                                                    | –                           | DiB               | –           | –           | 153          | 0,1          |
|                                                                    | –                           | DKP               | –           | –           | 53           | 0,0          |
|                                                                    | –                           | DM                | –           | –           | 221          | 0,2          |
|                                                                    | –                           | DIE RECHTE        | –           | –           | 43           | 0,0          |
|                                                                    | –                           | MENSCHLICHE WELT  | –           | –           | 158          | 0,1          |
|                                                                    | –                           | Die PARTEI        | –           | –           | 898          | 0,7          |
|                                                                    | –                           | V-Partei³         | –           | –           | 172          | 0,1          |
| Gesamt                                                             | Gesamt                      | Gesamt            | 135.470     | 100         | 135.948      | 100          |
|                                                                    |                             |                   |             |             |              |              |
| Ungültige Stimmen                                                  | Ungültige Stimmen           | Ungültige Stimmen | 2.115       | 1,5         | 1.637        | 1,2          |
| Wähler                                                             | Wähler                      | Wähler            | 137.585     | 77,1        | 137.585      | 77,1         |
| Wahlberechtigte                                                    | Wahlberechtigte             | Wahlberechtigte   | 178.409     |             | 178.409      |              |
|                                                                    |                             |                   |             |             |              |              |
| Quellen: Die Bundeswahlleiterin, Kandidaten – Endgültiges Ergebnis |                             |                   |             |             |              |              |

Kursive Direktkandidaten kandidieren nicht für die Landesliste, kursive Parteien treten ohne Landesliste an.

### Bundestagswahl 2013
Bei der Bundestagswahl am 22. September 2013 standen folgende Kandidaten zur Wahl:
| Kandidaten                                                         | Kandidaten                  | Parteien/Listen     | Erststimmen | Erststimmen | Zweitstimmen | Zweitstimmen |
| Kandidaten                                                         | Kandidaten                  | Parteien/Listen     | Stimmen     | %           | Stimmen      | %            |
| ------------------------------------------------------------------ | --------------------------- | ------------------- | ----------- | ----------- | ------------ | ------------ |
|                                                                    | Hermann Färbergewählt im WK | CDU                 | 64.095      | 49,0        | 60.058       | 45,8         |
|                                                                    | Heike Baehrens              | SPD                 | 31.646      | 24,2        | 28.435       | 21,7         |
|                                                                    | Werner Simmling             | FDP                 | 4.393       | 3,4         | 7.646        | 5,8          |
|                                                                    | Dennis De                   | GRÜNE               | 14.010      | 10,7        | 13.275       | 10,1         |
|                                                                    | Thomas Edtmaier             | DIE LINKE           | 4.710       | 3,6         | 5.569        | 4,2          |
|                                                                    | Julian Beier                | PIRATEN             | 2.557       | 2,0         | 2.629        | 2,0          |
|                                                                    | Alexander Neidlein          | NPD                 | 1.813       | 1,4         | 1.599        | 1,2          |
|                                                                    | –                           | REP                 | –           | –           | 552          | 0,4          |
|                                                                    | –                           | Tierschutzpartei    | –           | –           | 1.000        | 0,8          |
|                                                                    | Albert Seitzer              | ÖDP                 | 596         | 0,5         | 403          | 0,3          |
|                                                                    | –                           | PBC                 | –           | –           | 240          | 0,2          |
|                                                                    | –                           | Volksabstimmung     | –           | –           | 198          | 0,2          |
|                                                                    | –                           | MLPD                | –           | –           | 67           | 0,1          |
|                                                                    | –                           | BüSo                | –           | –           | 17           | 0,0          |
|                                                                    | Volker Münz                 | AfD                 | 6.891       | 5,3         | 8.259        | 6,3          |
|                                                                    | –                           | BIG                 | –           | –           | 129          | 0,1          |
|                                                                    | –                           | pro Deutschland     | –           | –           | 93           | 0,1          |
|                                                                    | –                           | FREIE WÄHLER        | –           | –           | 530          | 0,4          |
|                                                                    | –                           | PARTEI DER VERNUNFT | –           | –           | 115          | 0,1          |
|                                                                    | –                           | RENTNER             | –           | –           | 289          | 0,2          |
| Gesamt                                                             | Gesamt                      | Gesamt              | 130.711     | 100         | 131.103      | 100          |
|                                                                    |                             |                     |             |             |              |              |
| Ungültige Stimmen                                                  | Ungültige Stimmen           | Ungültige Stimmen   | 1.921       | 1,4         | 1.529        | 1,2          |
| Wähler                                                             | Wähler                      | Wähler              | 132.632     | 74,0        | 132.632      | 74,0         |
| Wahlberechtigte                                                    | Wahlberechtigte             | Wahlberechtigte     | 179.130     |             | 179.130      |              |
|                                                                    |                             |                     |             |             |              |              |
| Quellen: Die Bundeswahlleiterin, Kandidaten – Endgültiges Ergebnis |                             |                     |             |             |              |              |

Kursive Direktkandidaten kandidieren nicht für die Landesliste, kursive Parteien treten ohne Landesliste an.

### Bundestagswahl 2009
| Kandidaten                                                       | Kandidaten                 | Parteien/Listen      | Erststimmen | Erststimmen | Zweitstimmen | Zweitstimmen |
| Kandidaten                                                       | Kandidaten                 | Parteien/Listen      | Stimmen     | %           | Stimmen      | %            |
| ---------------------------------------------------------------- | -------------------------- | -------------------- | ----------- | ----------- | ------------ | ------------ |
|                                                                  | Klaus Riegertgewählt im WK | CDU                  | 55.049      | 43,1        | 42.318       | 33,1         |
|                                                                  | Sascha Binder              | SPD                  | 33.916      | 26,6        | 26.524       | 20,7         |
|                                                                  | Werner Simmling            | FDP                  | 13.177      | 10,3        | 24.408       | 19,1         |
|                                                                  | Bernhard Lehle             | GRÜNE                | 14.009      | 11,0        | 17.018       | 13,3         |
|                                                                  | Sabine Rösch-Dammenmiller  | DIE LINKE            | 8.157       | 6,4         | 9.327        | 7,3          |
|                                                                  | Otto Nagel                 | NPD                  | 2.385       | 1,9         | 1.730        | 1,4          |
|                                                                  | –                          | REP                  | –           | –           | 1.377        | 1,1          |
|                                                                  | –                          | Die Tierschutzpartei | –           | –           | 956          | 0,7          |
|                                                                  | –                          | PBC                  | –           | –           | 465          | 0,4          |
|                                                                  | –                          | MLPD                 | –           | –           | 79           | 0,1          |
|                                                                  | –                          | BüSo                 | –           | –           | 60           | 0,0          |
|                                                                  | –                          | Volksabstimmung      | –           | –           | 261          | 0,2          |
|                                                                  | –                          | ADM                  | –           | –           | 46           | 0,0          |
|                                                                  | –                          | DVU                  | –           | –           | 68           | 0,1          |
|                                                                  | –                          | DIE VIOLETTEN        | –           | –           | 325          | 0,3          |
|                                                                  | Johanna Kaufmann           | ödp                  | 920         | 0,7         | 523          | 0,4          |
|                                                                  | –                          | PIRATEN              | –           | –           | 2.371        | 1,9          |
| Gesamt                                                           | Gesamt                     | Gesamt               | 127.613     | 100         | 127.856      | 100          |
|                                                                  |                            |                      |             |             |              |              |
| Ungültige Stimmen                                                | Ungültige Stimmen          | Ungültige Stimmen    | 2.288       | 1,8         | 2.045        | 1,6          |
| Wähler                                                           | Wähler                     | Wähler               | 129.901     | 72,0        | 129.901      | 72,0         |
| Wahlberechtigte                                                  | Wahlberechtigte            | Wahlberechtigte      | 180.442     |             | 180.442      |              |
|                                                                  |                            |                      |             |             |              |              |
| Quellen: Der Bundeswahlleiter, Kandidaten – Endgütliges Ergebnis |                            |                      |             |             |              |              |

Kursive Direktkandidaten kandidieren nicht für die Landesliste, kursive Parteien treten ohne Landesliste an.